# Скуби-Ду и KISS: Тайна рок-н-ролла
Скуби-Ду и KISS: Тайна рок-н-ролла (англ. Scooby-Doo! and Kiss: Rock and Roll Mystery) — полнометражный рисованный мультфильм 2015 года, 24-й из серии мультфильмов о Скуби-Ду, выпущенных сразу на видеоносителях. Релиз на DVD и Blu-ray состоялся 21 июля 2015 года.

## Сюжет
Фред, Дафна, Велма, Шэгги и Скуби-Ду едут в парк развлечений под названием Kiss World, чтобы увидеть известную рок-группу Kiss на их большой концерт в канун Хэллоуина и разгадать, кто скрывается за маской Кровавой Ведьмы, пытающейся сорвать концерт.

## Роли озвучивали
Мультфильм примечателен тем, что его озвучивали многие знаменитости, такие как группа Kiss, Джейсон Мьюз и Кевин Смит (Джей и Молчаливый Боб), брат и сестра Гарри и Пенни Маршалл, музыкальный продюсер Док Макги и певец Дариус Ракер.
| Актёр               | Роль                                    |
| ------------------- | --------------------------------------- |
| Фрэнк Уэлкер        | Фред Джонс / Скуби-Ду                   |
| Мэттью Лиллард      | Шэгги                                   |
| Грей Делайл         | Дафна                                   |
| Минди Кон           | Велма                                   |
| Джин Симмонс        | «Демон» / в роли самого себя            |
| Пол Стэнли          | «Звёздный ребёнок» / в роли самого себя |
| Эрик Сингер         | «Кот» / в роли самого себя              |
| Томми Таер          | «Инопланетянин» / в роли самого себя    |
| Дженнифер Карпентер | «Чикара»                                |
| Поли Перретт        | «Кровавая Ведьма»                       |
| Гарри Маршалл       | Мэнни Голдман                           |
| Пенни Маршалл       | «Старшая»                               |
| Джейсон Мьюз        | работник № 1                            |
| Кевин Смит          | работник № 2                            |
| Док МакГи           | продюсер Kiss                           |
| Дариус Ракер        | «Разрушитель»                           |

## Песни используемые в мультфильме
- «Don’t Touch My Ascot»
- «Rock and Roll All Nite»
- «Love Gun» (инструментально)
- «Shout It Out Loud»
- «I Was Made for Lovin’ You»
- «Detroit Rock City»
- «Modern Day Delilah»

Все песни, представленные в мультфильме, принадлежат Kiss, включая одну новую песню, сделанную для картины «Do Not Touch My Ascot».